# Carlos Pezoa Véliz

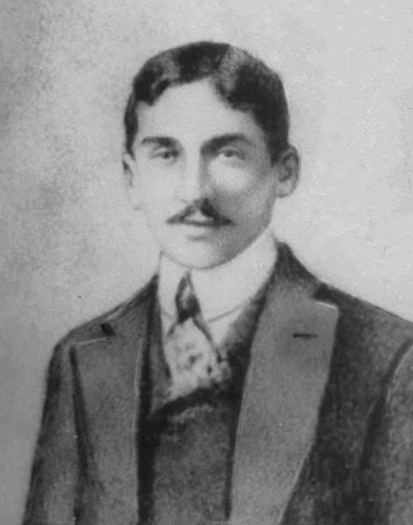
Carlos Pezoa Véliz

Carlos Pezoa Véliz (eigentlich Carlos Enrique Moyano Jaña) (* 21. Juli 1879 Santiago, Chile; † 21. April 1908 ebenda) war ein chilenischer Dichter, Schriftsteller und Journalist. Bekanntheit erhielt er durch seine Lyrik.

## Leben und Werk
Carlos Pezoa Véliz gilt als wichtigster Dichter seiner Zeit in Chile und wird der lateinamerikanischen Postmoderne hinzugerechnet. Aus einfachen Verhältnissen kommend, beschrieb er die Provinz seines Landes und das Leben des einfachen Volkes in melancholischen und ruhigen Tönen; Winterszenen und Armut bestimmen seine Sprache. Er wurde von Émile Zolas Naturalismus beeinflusst. Einer größeren Öffentlichkeit wurde er im Jahr 1899 dank seiner Gedichte Hijo del pueblo und Libertaria bekannt. 1902 zog er als Schullehrer nach Viña del Mar und konnte in diversen Zeitungen und Zeitschriften publizieren. Bei einem Erdbeben im Jahr 1906 wurde er schwer verletzt. Aufgrund einer langen Rekonvaleszenz und weiterer gesundheitlicher Komplikationen zog er von einem Krankenhaus zum anderen, bis er im April 1908 in Einsamkeit starb. Erst nach seinem Tode wurden seine Gedichte in Buchausgaben veröffentlicht.

## Werke
- Alma Chilena 1912 (Gedichte)
- Las Campanas de Oro 1920 (Kurzgeschichten)
- Cuentos y Artículos 1927 (Kurzgeschichten und Zeitungsreportagen)
- Poesías y prosas completas 1927 (Literarisches Gesamtwerk)